# Juan José Morosoli
Juan José Morosoli Porrini (Minas, 19 de enero de 1899 - Minas, 29 de diciembre de 1957) fue un escritor uruguayo referente de la narrativa de la primera mitad  del siglo XX, perteneciente a la generación del Centenario. Su obra de corte criollista está centrada en el hombre de campo y su ambiente rural o de pueblo chico. La soledad, la muerte, los personajes simples y humildes, los oficios en extinción, la transición entre el gaucho y el campesino, establecido muchas veces en condiciones miserables, forman parte de sus relatos breves enmarcados en la literatura posgauchesca de su país.

## Biografía
Nació en Minas, capital del departamento de Lavalleja, en 1899. Su padre fue Giovanni Morosoli Quadri, albañil que arribó a Uruguay en 1894 desde Tesino (Suiza italiana) y María Porrini. Su infancia y su adolescencia estuvieron marcadas por dificultades económicas, por lo que apenas cursó dos años de educación primaria.
A los nueve años comenzó a trabajar en el bazar y librería de su tío materno como mandadero y después como vendedor, entre muchos otros oficios. En esa librería comenzó su formación autodidacta. En 1920 instaló una pequeña provisión junto a dos socios. Al año siguiente de nuevo instalaron el café Suizo, donde exhibían cine mudo y se formó una tertulia literaria. En 1923 compró un almacén y barraca donde trabajó el resto de su vida.
A partir de 1923 realizó trabajos periodísticos en publicaciones de su ciudad natal: El Departamento (periódico creado con los socios de la cafetería y en el que firmaba sus notas como «Pepe»), La Unión y la revista Minas.
En colaboración con Julio Casas Araújo escribió tres piezas teatrales entre 1923 y 1926: Poblana, La mala semilla y El vaso de sombras. Fueron estrenadas en Minas y Montevideo. Poblana, cuyo texto se extravió, fue estrenada en diciembre de 1923 en el teatro Escudero de Minas, por la compañía de Carlos Brussa y con la dirección de Ángel Curotto. En 1925 la misma compañía estrenó La mala semilla. En 1926, con Curotto como director, la compañía de Rosita Arrieta estrenó El vaso de las sombras en el teatro Lavalleja de Minas.
En 1925 publicó un conjunto de poemas titulado Balbuceos en Bajo la misma sombra, volumen que también incluía trabajos de Valeriano Magri, Guillermo Cuadri, José María Cajaraville y Casas Araújo. En 1928 publicó el volumen de poesía Los juegos.
El 18 de mayo de 1929 se casó con Luisa Lupi, con quien tuvo dos hijas: María Luz y Ana María.
En 1932 publicó en Minas el volumen de cuentos Hombres, reeditado en 1942 con modificaciones (tres cuentos suprimidos y cinco agregados) y prólogo de Francisco Espínola.
Colaboró en 1933 con la Revista Multicolor de los Sábados (dirigida por Borges y Ulyses Petit de Murat) del diario argentino Crítica y a partir de 1934 con cuentos y artículos en el suplemento dominical de El Día de Montevideo. Desde 1940 lo hizo en el semanario Marcha, desde 1944 en la Revista Nacional y desde 1948 en Mundo Uruguayo.
En 1936 publicó Los albañiles de Los Tapes. Le siguieron Hombres y mujeres (1944), Perico (1947, cuentos para niños, uno de sus trabajos más populares), Muchachos (1950, su única novela) y Vivientes (1953).
Estos títulos le otorgan el favor del público y de la crítica, entre los que se cuentan los responsables de la revista Asir que pasan a considerarlo uno de sus maestros. Fue uno de los más importantes cultores del cuento corto en Uruguay en los que rescata las vivencias de los personajes anónimos de pueblos del interior y de zonas rurales de su país.
Falleció en su ciudad natal el 29 de diciembre de 1957, víctima de un infarto. Sus restos están en el cementerio de dicha ciudad, junto a su esposa, fallecida en 1961. En 1959 se le otorgó póstumamente el premio Nacional de Literatura 1957-58. Según el testimonio de Juan Carlos Onetti en el diario Acción: «El primero de enero de 1958, el miércoles próximo, comenzaría a escribir una novela pensada desde años atrás. Sería la continuación de Muchachos y su acción cubriría dos décadas de la vida del país.»
De forma póstuma se editaron Tierra y tiempo en 1959, El viaje hacia el mar en 1962 y el relato infantil Tres niños, dos hombres y un perro en 1967, además de trabajos inéditos y su obra completa. Sobre la base de El viaje hacia el mar se realizó en 2003 la película del mismo nombre, dirigida por Guillermo Casanova y protagonizada por Hugo Arana, Julio César Castro y Diego Delgrossi. Ya en 1989 la televisión de la Suiza italiana había realizado Viento del Uruguay (Vento dell'Uruguay, o Nel silenzio dell'Uruguay), basada en Los albañiles de Los Tapes. La dirección fue de Bruno Soldini quien también dirigió el documental Juan José Morosoli (1899-1957). Narratore del silenzio.
El editor Heber Raviolo fue el responsable de la compilación y publicación de sus obras completas, desperdigada en publicaciones periódicas e inéditos, y el principal investigador y difusor de su obra. Entre 1967 y 1971 editó en cinco tomos las Obras de Juan José Morosoli, que volvieron a reeditarse en 1999.
Como forma de homenajearlo, en 1992 se creó la medalla «Morosoli» - Símbolo del Movimiento Cultural Minuano, y en 1995, la estatuilla «Morosoli» y los premios Morosoli. Estos galardones son entregados anualmente por la Fundación «Lolita Rubial».

## Obras
- Balbuceos (poesía, incluido en Bajo la misma sombra, junto a Guillermo Cuadri, Valeriano Magri, José María Cajaraville y Julio Casas Araújo, Minas, 1925)
- Los juegos (poesía, 1928)
- Hombres (cuentos, 1932)
- Los albañiles de Los Tapes (Sociedad de Amigos del Libro Rioplatense, cuentos, 1936)
- Hombres (cuentos, Editorial Culturamericana, 1942; segunda edición, con modificaciones, 1943)
- Hombres y mujeres (cuentos, 1944)
- Perico (cuentos 1944)
- Muchachos (novela, 1950)
- Vivientes (cuentos, 1953)
- Tierra y tiempo (1959) póstumo
- El viaje hacia el mar (Ediciones de la Banda Oriental, 1962) póstumo
- La soledad y la creación literaria (Ediciones de la Banda Oriental, 1971) póstumo
- Obras completas (Ediciones de la Banda Oriental, 1999) póstumo